# Путраджая еПри
Путраджая еПри е кръг от шампионата за болиди с електрическо задвижване Формула Е под егидата на ФИА. Провежда се през дебютния сезон 2014/15 и втория сезон на надпреварата на временната писта Путраджая Стрийт Сиркуит на улиците на Путраджая, Малайзия.

## История
Първоначално дебютното еПри на Путраджая трябва да се проведе на 18 октомври, но е отложено по молба на министър-председателя на страната Наджиб Разак.
Както при старта през 2014 г., така и през 2015 г. началният час на надпреварата е изместен с два часа напред заради метеорологичната прогноза, която вещае силен дъжд, а двете свободни тренировки по-рано през деня са слети в една.

## Писта
Путраджая Стрийт Сиркуит е дълга 2,56 км и има 12 завоя. Дизайнът ѝ е дело на Саймън Гибънс. Намира се до резиденцията на министър-председателя, а част от нея е един от основните булеварди в града, Персиаран Пердана.

## Спонсори и официални имена
- 2014: Уай Кепитъл – ФИА Формула Е Уай Кепитъл Путраджая еПри 2014
- 2015: Уай Кепитъл – ФИА Формула Е Уай Кепитъл Путраджая еПри 2015

## Победители
| Година | Победител      | Отбор                 | Време     | Най-бърза обиколка | Пол позишън     | Дата       | Доклад |
| ------ | -------------- | --------------------- | --------- | ------------------ | --------------- | ---------- | ------ |
| 2014   | Сам Бърд       | Върджин Рейсинг       | 51:11.979 | Хайме Алгерсуари   | Никола Прост    | 22 ноември | Доклад |
| 2015   | Лукас ди Граси | АБТ Шефлер Ауди Спорт | 50:08.835 | Себастиен Буеми    | Себастиен Буеми | 7 ноември  | Доклад |

## Статистика

### Победи

#### Пилоти
| Победи | Пилот          | Постигнати |
| ------ | -------------- | ---------- |
| 1      | Сам Бърд       | 2014       |
| 1      | Лукас ди Граси | 2015       |

#### Отбори
| Победи | Отбор                 | Постигнати |
| ------ | --------------------- | ---------- |
| 1      | DS Върджин Рейсинг    | 2014       |
| 1      | АБТ Шефлер Ауди Спорт | 2015       |

#### Националност на пилотите
| Победи | Страна         | Постигнати | Пилоти |
| ------ | -------------- | ---------- | ------ |
| 1      | Великобритания | 2014       | 1      |
| 1      | Бразилия       | 2015       | 1      |

### Пол позиции

#### Пилоти
| ПП | Пилот           | Постигнати |
| -- | --------------- | ---------- |
| 1  | Никола Прост    | 2014       |
| 1  | Себастиен Буеми | 2015       |

#### Отбори
| ПП | Отбор       | Постигнати |
| -- | ----------- | ---------- |
| 2  | Рено е.Дамс | 2014, 2015 |

#### Националност на пилотите
| ПП | Страна         | Постигнати | Пилоти |
| -- | -------------- | ---------- | ------ |
| 1  | Франция        | 2014       | 1      |
| 1  | Великобритания | 2015       | 1      |

### Най-бърза обиколка

#### Пилоти
| НБО | Пилот            | Постигнати |
| --- | ---------------- | ---------- |
| 1   | Хайме Алгерсуари | 2014       |
| 1   | Себастиен Буеми  | 2015       |

#### Отбори
| НБО | Отбор              | Постигнати |
| --- | ------------------ | ---------- |
| 1   | DS Върджин Рейсинг | 2014       |
| 1   | Рено е.Дамс        | 2015       |

#### Националност на пилотите
| НБО | Страна    | Постигнати | Пилоти |
| --- | --------- | ---------- | ------ |
| 1   | Испания   | 2014       | 1      |
| 1   | Швейцария | 2015       | 1      |